# Harry Dean Stanton
Harry Dean Stanton (14 de juliol de 1926 - 15 de setembre de 2017) fou un actor estatunidenc de característica expressió seca i continguda.	
Stanton va néixer a West Irvine, Kentucky. Després d'allistar-se en la Segona Guerra Mundial, va tornar a la Universitat de Kentucky per estudiar periodisme; allà va començar a fer teatre participant en l'obra Pygmalion. Poc després, es traslladaria a Califòrnia per a estudiar en la prestigiosa Pasadena Playhouse i en teatre infantil.
El seu debut en el món del cinema va ser en la pel·lícula Tomahawk Trail (1957) i, a partir d'aquí, entre els anys 50 i 60, va començar a aparèixer regularment en pel·lícules bèl·liques i westerns. De fet, aquesta gran experiència en la guerra i en el cinema fa que els papers de Stanton en pel·lícules de renom com La llegenda de l'indomable (1967), Els herois de Kelly (1970), Dillinger (1973) o Alien, el vuitè passatger (1979) resultin molt versemblants. Aquestes caracteritzacions van cridar l'atenció a Wim Wenders, que va comptar amb l'actor per al paper protagonista de Travis en el film Paris, Texas (1984), guanyadora de la Palma d'Or en el Festival de Cinema de Canes.
Amb més de 100 pel·lícules i 50 treballs per a televisió, Stanton va seguit treballant fins a la seva mort i les seves recents intervencions es poden recordar en Por i fàstic a Las Vegas (1998) o La milla verda (1999). A més, Stanton tenia una banda anomenada The Harry Dean Stanton Band en la qual tocava la guitarra. Regularment tocava temes de jazz, pop, i tex-mex en la zona de Los Angeles i en el bar de Hollywood 'Jack's Sugar Shack'.
L'actor va treballar molt sovint amb directors com Sam Peckinpah, John Milius, David Lynch i Monte Hellman.

## Filmografia
Les seves pel·lícules més destacades són:
- La conquesta de l'Oest (How the West Was Won) (1962)
- Ride in the Whirlwind (1966)
- The Hostage (1966)
- La cavalcada dels maleïts (A Time for Killing) (1967)
- La llegenda de l'indomable (Cool Hand Luke) (1967)
- Les armes del diable (Day of the Evil Gun) (1968)
- Els herois de Kelly (Kelly's Heroes) (1970)
- Two-Lane Blacktop (1971)
- Cisco Pike (1972)
- Dillinger (1973)
- Up in Smoke (1973)
- Pat Garret i Billy el Nen (Pat Garrett and Billy the Kid) (1973)
- Where the Lilies Bloom (1973)
- El Padrí II (The Godfather Part II) (1974)
- Cockfighter (1974)
- Adéu, nena (Farewell My Lovely) (1975)
- Ranxo Deluxe (Rancho Deluxe) (1975)
- Missouri (The Missouri Breaks) (1976)
- Renaldo and Clara (1978)
- Straight Time (1978)
- Wise Blood (1979)
- The Rose (1979)
- Alien (1979)
- Deathwatch (La Mort en Direct) (1980)
- The Black Marble (1980)
- La recluta Benjamin (Private Benjamin) (1980)
- UFOria (1981)
- Fuga de Nova York (Escape from New York) (1981)
- Els bojos del bisturí (Young Doctors in Love) (1982)
- Christine (1983)
- Paris, Texas (1984)
- Aurora roja (Red Dawn) (1984)
- Repo Man (1984)
- The Care Bears Movie (1985)
- One Magic Christmas (1985)
- Boig d'amor (Fool for Love) (1985)
- Pretty in Pink (1986)
- The Last Temptation of Christ (1988)
- Mr. North (1988)
- Stars and Bars (1988)
- Si els somnis es fessin realitat (Dream a Little Dream) (1989)
- Cor salvatge (Wild at Heart) (1990)
- Twin Peaks: Els últims dies de Laura Palmer (Twin Peaks: Fire Walk With Me) (1992)
- Hotel Room (1992)
- Ella no diu mai que no (Man Trouble) (1992)
- Contra el mur (Against the Wall) (1994)
- No parlis mai amb desconeguts (Never Talk to Strangers) (1995)
- The Band - The Authorized Video Biography (1995; com a narrador)
- Down Periscope (1996)
- Atrapada entre dos homes (She's So Lovely) (1997)
- En terra perillosa 2 (Fire Down Below) (1997)
- Por i fàstic a Las Vegas (Fear and Loathing in Las Vegas) (1998)
- Un món a la seva mida (The Mighty) (1998)
- Una història de debò (The Straight Story) (1999)
- La milla verda (The Green Mile) (1999)
- El jurament (The Pledge) (2001)
- Vides furtives (The Man Who Cried) (2001)
- Sonny (2002)
- El misteri de Ginostra (Ginostra)  (2002)
- Straight to Hell: The Alex Cox Collection (2003)
- Cop a Hawaii (The Big Bounce) (2004)
- Un penques de confiança (The Wendell Baker Story) (2005)
- Alien Autopsy (2006)
- You, Me and Dupree (2006), (no surt als crèdits)
- Inland Empire (2006)
- Alpha Dog (2007)
- The Open Road (2008)
- This Must Be the Place (2011)
- The Avengers (2012)
- Seven Psychopaths (2012)
- The Las Stand (2013)
- 9 Full Moons (2013)
- Carlos Spills the Beens (2013)
- Sick of it All (2016)
- Lucky (2017)
- Frank and Ava (2018)